# Hideo Tanaka
Hideo Tanaka (født 1. marts 1983) er en japansk fodboldspiller, som spiller for den japanske fodboldklub Kamatamare Sanuki.